# Вашингтон (округ, Міссурі)
Шаблон:StateAbbr_ 37°58′ пн. ш. 90°53′ зх. д. / 37.97° пн. ш. 90.88° зх. д.
Округ Вашингтон (англ. Washington County) — округ (графство) у штаті Міссурі, США. Ідентифікатор округу 29221.

## Історія
Округ утворений 1813 року.

## Демографія
За даними перепису 
2000 року 
загальне населення округу становило 23344 осіб, зокрема міського населення було 4741, а сільського — 18603.
Серед мешканців округу чоловіків було 12036, а жінок — 11308. В окрузі було 8406 домогосподарств, 6237 родин, які мешкали в 9894 будинках.
Середній розмір родини становив 3,05.
Віковий розподіл населення поданий у таблиці:
| Стать    | До 15 років | 15-21 | 22-29 | 30-39 | 40-49 | 50-65 | 65-85 | Понад 85 |
| -------- | ----------- | ----- | ----- | ----- | ----- | ----- | ----- | -------- |
| Чоловіки | 2560        | 1400  | 1321  | 1863  | 1780  | 1875  | 1153  | 84       |
| Жінки    | 2458        | 1154  | 1166  | 1556  | 1638  | 1840  | 1309  | 187      |

## Суміжні округи
- Франклін — північ
- Джефферсон — північний схід
- Сент-Франсуа — схід
- Айрон — південь
- Кроуфорд — захід

## Виноски
1. ↑  U.S. Decennial Census. United States Census Bureau. Архів оригіналу за 19 липня 2018. Процитовано 22 листопада 2014.
2. ↑  Historical Census Browser. University of Virginia Library. Архів оригіналу за 11 серпня 2012. Процитовано 22 листопада 2014.
3. ↑  Population of Counties by Decennial Census: 1900 to 1990. United States Census Bureau. Архів оригіналу за 3 грудня 2014. Процитовано 22 листопада 2014.
4. ↑  Census 2000 PHC-T-4. Ranking Tables for Counties: 1990 and 2000 (PDF). United States Census Bureau. Архів оригіналу (PDF) за 18 грудня 2014. Процитовано 22 листопада 2014.
5. ↑  State & County QuickFacts. United States Census Bureau. Архів оригіналу за 5 вересня 2015. Процитовано 14 вересня 2013.(англ.) Наведено за англійською вікіпедією.
6. ↑  American FactFinder. Бюро перепису населення США. Архів оригіналу за 26 лютого 2012. Процитовано 31 січня 2008.

| США | Це незавершена стаття з географії США. Ви можете допомогти проєкту, виправивши або дописавши її. |